# Mixi
O Mixi (ミクシィ, Mikushii) é uma corporação de informação e comunicação, que gerencia um serviço de rede social de mesmo nome no Japão, cuja matriz se encontra em Shibuya, Tóquio. É mais conhecido como "o Orkut japonês".A empresa mudou seu nome para mixi, Inc., em fevereiro de 2006 para alinhar o seu nome com o serviço de rede social que lançou em 2004Em maio de 2008, mixi tinha mais de 21,6 milhão de usuários.

## História
Iniciou suas atividades em fevereiro de 2004. Juntamente com GREE, foi um dos primeiros sites de SNS no Japão.
O nome Mixi vem das palavras mix, que significa mixar e da palavra em inglês I que signifca eu.
A partir de 5 de fevereiro de 2007, iniciou-se o serviço de vídeos chamado de Mixi-douga.

## Como participar
É necessário ser convidado por um membro já existente. Além do mais, é necessário uma conta de email de um celular habilitado no Japão, ou de uma conta de um provedor de acesso a internet no Japão que não seja gratuito.

## Limite de idade
Antigamente o limite de idade era de 18 anos, ou seja, apenas pessoas de 18 anos ou maiores poderiam se cadastrar no Mixi. No dia 10 de dezembro de 2008, este limite mudou para apenas 15 anos. Entretanto pessoas de 15 a 17 anos devem se submeter aos limites descritos abaixo de acordo com a lei antipornografia (出会い系サイト規制法: Deaikei Saito Kiseihou) estabelecida no Japão.
- Não pode-se usar nenhuma função que seja relacionada a comunidades.
- Não pode-se usar a função de busca de amigos.
- O diário fica automaticamente configurado para "Aberto somente a amigos".
- Comerciais que nao são apropriados para menores de 18 anos não são exibidos.

Entretanto, existem muitos usuários menores de 18 anos que se registram como maiores de idade.